# Tiltalefrafald
Tiltalefrafald er anklagemyndighedens beslutning om at undlade at rejse tiltale mod en person i en straffesag, selv om den anklagemyndigheden anser personen for skyldig. Hjemlen til anklagemyndighedens beslutning om ikke at rejse tiltale findes i retsplejelovens § 722, der beskriver under hvilke omstændigheder anklagemyndigheden kan træffe beslutning om tiltalefrafald.
Tiltalefrafald kan besluttes i følgende tilfælde:
1. hvis forholdet ikke kan give anden straf end bøde og der ikke er behov for at fastsætte en straf,
2. hvor der fastsættes vilkår om at sigtede undergives hjælpeforanstaltninger efter serviceloven
3. hvor sigtede var under 18 år på gerningstidspunktet, og der fastsættes vilkår om enten betaling af en bøde eller vilkår om samfundstjeneste
4. hvor sigtede enten er dømt for forholdet i udlandet eller tidligere er straffet for andre forhold, hvorfor det nu påsigtede forhold ville skulle udløse tillægstraf, og den yderligere straf må forventes at være ubetydelig, og der ikke er væsentlig behov for sådan tillægsstraf
5. hvis det vil være vanskeligt eller langsommeligt at gennemføre straffesagen, og det skønnes at ressourcerne ikke står mål med den straf, der kan forventes idømt,[3]
6. hvis der er særlig hjemmel til tiltalefrafald, eller
7. hvis det følger af bestemmelser fastsat af justitsministeren eller rigsadvokaten.

Afgørelsesformen finder særligt anvendelse over for lovovertrædere under 18 år og er knyttet til bødestraf og/eller særlige vilkår. Tiltalefrafaldet meddeles den sigtede ved meddelelse fra anklagemyndigheden.
Sigtede skal først tilstå uforbeholdt i retten, før tiltalefrafald kan blive relevant, jf. retsplejeloven § 723, stk. 2.

## Påtaleopgivelse
Hvis anklagemyndigheden ikke mener, at det vil være muligt at løfte bevisbyrden for den sigtede skyld ud over enhver rimelig tvivl, vælger anklagemyndigheden oftest at undlade at rejse påtale. Hjemmel til påtaleopgivelse findes i retsplejeloven §§ 718 a og 718 b; efter retsplejeloven § 724 skal den sigtede underretes om påtaleopgivelse. Dermed indkaldes den sigtede ikke til møde i retslokalet; så der er ingen hovedforhandling; for sagen bortfalder. 

## Ekstern henvisning
- Juridisk leksikon (Webside ikke længere tilgængelig)

| Jura | Spire Denne juraartikel er en spire som bør udbygges. Du er velkommen til at hjælpe Wikipedia ved at udvide den. |